# Gelbison Cilento Vallo della Lucania 2022-2023
Questa voce raccoglie le informazioni riguardanti la Gelbison Cilento Vallo della Lucania nelle competizioni ufficiali della stagione 2022-2023.

## Divise e sponsor
Il fornitore tecnico per la stagione 2022-2023 è Givova, mentre gli sponsor di maglia sono i seguenti:
- BCC Aquara, il cui marchio appare al centro delle divise
- Parco nazionale del Cilento, Vallo di Diano e Alburni, sulla destra del petto
- Olivetti La Greca, sui pantaloncini

| 1ª divisa | 2ª divisa |

## Rosa
| N. |                   | Ruolo | Calciatore                  |
| -- | ----------------- | ----- | --------------------------- |
| 1  | Italia (bandiera) | P     | Bernardino D'Agostino       |
| 2  | Italia (bandiera) | D     | Arturo Onda                 |
| 3  | Italia (bandiera) | D     | Antonio Granata             |
| 4  | Italia (bandiera) | D     | Riccardo Cargnelutti        |
| 5  | Gambia (bandiera) | D     | Bubacarr Marong             |
| 6  | Italia (bandiera) | D     | Matteo Gilli                |
| 7  | Italia (bandiera) | C     | Vittorio Graziani           |
| 8  | Italia (bandiera) | C     | Francesco Uliano (capitano) |
| 9  | Italia (bandiera) | A     | Lorenzo Sorrentino          |
| 9  | Italia (bandiera) | A     | Saveriano Infantino         |
| 10 | Italia (bandiera) | A     | Giuseppe Caccavallo         |
| 11 | Italia (bandiera) | C     | Giovanni Di Fiore           |
| 12 | Italia (bandiera) | P     | Francesco Cannizzaro        |
| 12 | Italia (bandiera) | P     | Dario Anatrella             |
| 13 | Italia (bandiera) | D     | Gianmarco Mesisca           |
| 16 | Italia (bandiera) | A     | Nigel Kyeremateng           |
| 17 | Italia (bandiera) | C     | Francesco Citarella         |

| N. |                    | Ruolo | Calciatore          |
| -- | ------------------ | ----- | ------------------- |
| 18 | Italia (bandiera)  | A     | Carmine De Sena     |
| 19 | Senegal (bandiera) | A     | Adama Sane          |
| 20 | Italia (bandiera)  | C     | Giovanni Foresta    |
| 20 | Italia (bandiera)  | C     | Federico Capone     |
| 21 | Italia (bandiera)  | C     | Giuseppe Fornito    |
| 22 | Italia (bandiera)  | P     | Samuele Vitale      |
| 23 | Italia (bandiera)  | C     | Giorgio Savini      |
| 24 | Italia (bandiera)  | A     | Riccardo Correnti   |
| 25 | Italia (bandiera)  | D     | Simone Bonalumi     |
| 27 | Italia (bandiera)  | D     | Ciro Loreto         |
| 28 | Italia (bandiera)  | C     | Christian Nunziante |
| 30 | Italia (bandiera)  | D     | Federico Paoloni    |
| 45 | Italia (bandiera)  | A     | Alessio Faella      |
| 71 | Italia (bandiera)  | C     | Nicolò Francoforte  |
| 77 | Italia (bandiera)  | C     | Giuseppe Statella   |
| 93 | Italia (bandiera)  | A     | Marco Tumminello    |

## Calciomercato

### Sessione estiva(dall'1/7 all'1/9)
| Acquisti | Acquisti                 | Acquisti       | Acquisti      |
| R.       | Nome                     | da             | Modalità      |
| -------- | ------------------------ | -------------- | ------------- |
| P        | Francesco Cannizzaro     | Bitonto        | prestito      |
| P        | Aldo Simoncelli          | Sora           | fine prestito |
| P        | Samuele Vitale           | Sassuolo       | prestito      |
| D        | Simone Bonalumi          | Giana Erminio  | svincolato    |
| D        | Riccardo Cargnelutti     | Potenza        | definitivo    |
| D        | Matteo Gilli             | Gravina        | svincolato    |
| D        | Ciro Loreto              | Turris         | svincolato    |
| D        | Bubacarr Marong          | Palermo        | prestito      |
| D        | Gianmarco Mesisca        | Pineto         | definitivo    |
| D        | Federico Paoloni         | L.R. Vicenza   | prestito      |
| C        | Danilo Ambro             | Trapani        | svincolato    |
| C        | Francesco Citarella      | Perugia        | definitivo    |
| C        | Giovanni Foresta         | Carrarese      | svincolato    |
| C        | Francesco Mastrogiovanni | Calpazio       | fine prestito |
| C        | Christian Nunziante      | Turris         | svincolato    |
| C        | Salvatore Papa           |                | svincolato    |
| C        | Giorgio Savini           | Torino         | prestito      |
| C        | Giuseppe Statella        | Messina        | svincolato    |
| C        | Cristian Volpe           | Calpazio       | fine prestito |
| A        | Giuseppe Caccavallo      | Siena          | svincolato    |
| A        | Domenico Coiro           | Faiano         | fine prestito |
| A        | Riccardo Correnti        | Acireale       | svincolato    |
| A        | Oumar Coulibaly          | Rieti          | svincolato    |
| A        | Carmine De Sena          | Pro Sesto      | definitivo    |
| A        | Nigel Kyeremateng        | Teramo         | svincolato    |
| A        | Adama Sane               | Verona         | prestito      |
| A        | Lorenzo Sorrentino       | Fidelis Andria | svincolato    |

| Cessioni | Cessioni                 | Cessioni           | Cessioni      |
| R.       | Nome                     | a                  | Modalità      |
| -------- | ------------------------ | ------------------ | ------------- |
| P        | Federico Gesualdi        | Agropoli           | svincolato    |
| P        | Danilo Petriccione       | Vastogirardi       | svincolato    |
| P        | Aldo Simoncelli          | Sora               | svincolato    |
| D        | Alessandro Barbetta      | Sassuolo           | fine prestito |
| D        | Giorgio Chinnici         | Catania            | svincolato    |
| D        | Roberto D'Angelo         |                    | svincolato    |
| D        | Davide Ferrante          | Cynthialbalonga    | svincolato    |
| D        | Flavio Ferrara           |                    | svincolato    |
| D        | Manuel González          | Trapani            | svincolato    |
| D        | Antonio Iasevoli         | Sapri              | svincolato    |
| D        | Antonio La Gamba         |                    | svincolato    |
| D        | Domenico Marchetti       | Casale             | svincolato    |
| C        | Danilo Ambro             | Nocerina           | svincolato    |
| C        | Antonio Cardore          | Cassino            | svincolato    |
| C        | Andrea Conti             | Dolomiti Bellunesi | svincolato    |
| C        | Antonio Fois             | Virtus Francavilla | svincolato    |
| C        | Francesco Mastrogiovanni | Agropoli           | svincolato    |
| C        | Valerio Pinto            |                    | svincolato    |
| C        | Cristian Volpe           | Calpazio           | svincolato    |
| A        | Domenico Coiro           | Paternicum         | svincolato    |
| A        | Mattia Gagliardi         | Cavese             | svincolato    |
| A        | Jonis Khoris             | Vis Artena         | svincolato    |
| A        | Fabio Oggiano            | Nola               | svincolato    |
| A        | Francesco Ortolini       |                    | svincolato    |
| A        | Claudio Sparacello       | Casale             | svincolato    |

### Sessione invernale(dal 1/1 al 31/1)
| Acquisti | Acquisti            | Acquisti | Acquisti   |
| R.       | Nome                | da       | Modalità   |
| -------- | ------------------- | -------- | ---------- |
| P        | Dario Anatrella     | Piacenza | definitivo |
| D        | Antonio Granata     | Taranto  | svincolato |
| C        | Fedrico Capone      |          | svincolato |
| C        | Nicolò Francoforte  | Gubbio   | prestito   |
| A        | Saveriano Infantino | Taranto  | definitivo |
| A        | Marco Tumminello    | Crotone  | prestito   |

| Cessioni | Cessioni             | Cessioni            | Cessioni      |
| R.       | Nome                 | a                   | Modalità      |
| -------- | -------------------- | ------------------- | ------------- |
| P        | Francesco Cannizzaro | Santa Maria Cilento | definitivo    |
| D        | Simone Bonalumi      | Leon                | svincolato    |
| D        | Gianmarco Mesisca    | Giugliano           | definitivo    |
| D        | Federico Paoloni     | L.R. Vicenza        | fine prestito |
| C        | Francesco Citarella  | Taranto             | definitivo    |
| C        | Giovanni Foresta     | Recanatese          | svincolato    |
| C        | Giuseppe Statella    | Rende               | svincolato    |
| A        | Lorenzo Sorrentino   | Giugliano           | definitivo    |

## Risultati

### Serie C

#### Girone di andata
| Arbitro: | Catanoso (Reggio Calabria) |

|              |           |                                        |
| Bonalumi 48’ | Marcatori | 3’ Maggioni 34’ Pandolfi 51’ Altobelli |

| Avellino 11 settembre 2022, ore 17:30 CEST 2ª giornata | Avellino        | 0 – 0 referto | Gelbison | Stadio Partenio-Adriano Lombardi (4 750 spett.)\| Arbitro: \| Ubaldi (Roma 1) \| |
| Arbitro:                                               | Ubaldi (Roma 1) |               |          |                                                                                  |

| Arbitro: | Ancora (Roma 1) |

|             |           |              |
| De Sena 27’ | Marcatori | 90+5’ Matino |

| Arbitro: | Baratta (Rossano) |

|             |           |  |
| Patierno 1’ | Marcatori |  |

| Arbitro: | Perri (Roma 1) |

|                                        |           |  |
| Cargnelutti 14’ Faella 60’ Fornito 65’ | Marcatori |  |

| Arbitro: | Sfira (Pordenone) |

|  |           |           |
|  | Marcatori | 68’ Gilli |

| Arbitro: | Petrella (Viterbo) |

|                      |           |  |
| Faella 52’ Gilli 65’ | Marcatori |  |

| Arbitro: | Di Francesco (Ostia) |

|  |           |             |
|  | Marcatori | 86’ Fornito |

| Arbitro: | Lovison (Padova) |

|  |           |                    |
|  | Marcatori | 16’ (rig.) Carlini |

| Arbitro: | Kumara (Verona) |

|               |           |              |
| Salvemini 80’ | Marcatori | 44’ Graziani |

| Pagani 30 ottobre 2022, ore 17:30 CET 11ª giornata | Gelbison         | 0 – 0 referto | Fidelis Andria | Stadio Marcello Torre (350 spett.)\| Arbitro: \| Andreano (Prato) \| |
| Arbitro:                                           | Andreano (Prato) |               |                |                                                                      |

| Arbitro: | Calzavara (Varese) |

|                                  |           |                   |
| Cancellotti 84’ (rig.) Kolaj 88’ | Marcatori | 90+5’ Kyeremateng |

| Arbitro: | Leone (Barletta) |

|             |           |  |
| De Sena 58’ | Marcatori |  |

| Arbitro: | Centi (Terni) |

|                              |           |  |
| Iemmello 22’, 74’ Biasci 58’ | Marcatori |  |

| Pagani 27 novembre 2022, ore 14:30 CET 15ª giornata | Gelbison           | 0 – 0 referto | AZ Picerno | Stadio Marcello Torre (300 spett.)\| Arbitro: \| D'Eusanio (Faenza) \| |
| Arbitro:                                            | D'Eusanio (Faenza) |               |            |                                                                        |

| Viterbo 30 novembre 2022, ore 21:00 CET 16ª giornata | Viterbese              | 0 – 0 referto | Gelbison | Stadio Enrico Rocchi (454 spett.)\| Arbitro: \| Delrio (Reggio Emilia) \| |
| Arbitro:                                             | Delrio (Reggio Emilia) |               |          |                                                                           |

| Pagani 4 dicembre 2022, ore 14:30 CET 17ª giornata | Gelbison             | 0 – 0 referto | Latina | Stadio Marcello Torre (200 spett.)\| Arbitro: \| Pezzopane (L'Aquila) \| |
| Arbitro:                                           | Pezzopane (L'Aquila) |               |        |                                                                          |

| Arbitro: | Caldera (Como) |

|             |           |             |
| Chiricò 71’ | Marcatori | 52’ Fornito |

| Arbitro: | Mastrodomenico (Matera) |

|             |           |                                                               |
| De Sena 20’ | Marcatori | 10’ Pinto 35’ De Santis 47’ Manzari 58’ Viteritti 85’ Starita |

#### Girone di ritorno
| Arbitro: | Djurdjevic (Trieste) |

|            |           |  |
| Zigoni 67’ | Marcatori |  |

| Arbitro: | Virgilio (Trapani) |

|             |           |         |
| De Sena 16’ | Marcatori | 19’ Aya |

| Arbitro: | Frascaro (Firenze) |

|                                |           |             |
| Caturano 16’, 77’ Girasole 29’ | Marcatori | 56’ De Sena |

| Arbitro: | Madonia (Palermo) |

|                 |           |  |
| Loreto 61’, 66’ | Marcatori |  |

| Taranto 29 gennaio 2023, ore 17:30 CET 24ª giornata | Taranto           | 0 – 0 referto | Gelbison | Stadio Erasmo Iacovone (1 123 spett.)\| Arbitro: \| Cavaliere (Paola) \| |
| Arbitro:                                            | Cavaliere (Paola) |               |          |                                                                          |

| Agropoli 2 febbraio 2023, ore 14:30 CET 25ª giornata | Gelbison             | 0 – 0 referto | Audace Cerignola | Stadio Raffaele Guariglia (200 spett.)\| Arbitro: \| Costanza (Agrigento) \| |
| Arbitro:                                             | Costanza (Agrigento) |               |                  |                                                                              |

| Arbitro: | Vingo (Pisa) |

|               |           |                |
| Garattoni 78’ | Marcatori | 58’ Tumminello |

| Arbitro: | De Angeli (Milano) |

|             |           |               |
| De Sena 17’ | Marcatori | 8’, 61’ Kragl |

| Arbitro: | Angelucci (Foligno) |

|  |           |            |
|  | Marcatori | 17’ Uliano |

| Arbitro: | Scatena (Avezzano) |

|             |           |              |
| De Sena 80’ | Marcatori | 40’ Poziello |

| Arbitro: | Milone (Taurianova) |

|                     |           |             |
| Arrigoni 42’ (rig.) | Marcatori | 55’ De Sena |

| Arbitro: | Petrella (Viterbo) |

|                 |           |                          |
| Cargnelutti 54’ | Marcatori | 45+3’ Brosco 71’ Lescano |

| Arbitro: | Monaldi (Macerata) |

|              |           |  |
| Leonetti 86’ | Marcatori |  |

| Arbitro: | Collu (Cagliari) |

|  |           |                             |
|  | Marcatori | 18’ Iemmello 90+3’ Brignola |

| Picerno 25 marzo 2023, ore 14:30 CET 34ª giornata | AZ Picerno        | 0 – 0 referto | Gelbison | Stadio Donato Curcio (602 spett.)\| Arbitro: \| Sacchi (Macerata) \| |
| Arbitro:                                          | Sacchi (Macerata) |               |          |                                                                      |

| Arbitro: | Tremolada (Monza) |

|  |           |                      |
|  | Marcatori | 90+5’ (rig.) Marotta |

| Arbitro: | Delrio (Reggio Emilia) |

|                            |           |  |
| Fabrizi 51’ Peschetola 89’ | Marcatori |  |

| Arbitro: | Maggio (Lodi) |

|  |           |                        |
|  | Marcatori | 16’ Kargbo 32’ Chiricò |

| Arbitro: | Rinaldi (Bassano del Grappa) |

|                         |           |                 |
| Starita 53’ Rolando 86’ | Marcatori | 23’ Kyeremateng |

#### Play-out
| Arbitro: | Panettella (Bari) |

|                  |           |  |
| Tumminello 90+3’ | Marcatori |  |

| Arbitro: | Bonacina (Bergamo) |

|            |           |  |
| Ragusa 82’ | Marcatori |  |

### Coppa Italia Serie C

#### Turni eliminatori
| Arbitro: | Vergaro (Bari) |

|                |           |  |
| Giannone 90+3’ | Marcatori |  |

## Statistiche

### Statistiche di squadra
| Competizione         | Punti | In casa | In casa | In casa | In casa | In casa | In casa | In trasferta | In trasferta | In trasferta | In trasferta | In trasferta | In trasferta | Totale | Totale | Totale | Totale | Totale | Totale | D.R. |
| Competizione         | Punti | G       | V       | N       | P       | Gf      | Gs      | G            | V            | N            | P            | Gf           | Gs           | G      | V      | N      | P      | Gf     | Gs     | D.R. |
| -------------------- | ----- | ------- | ------- | ------- | ------- | ------- | ------- | ------------ | ------------ | ------------ | ------------ | ------------ | ------------ | ------ | ------ | ------ | ------ | ------ | ------ | ---- |
| Serie C              | 36    | 19      | 4       | 7       | 8       | 15      | 21      | 19           | 3            | 8            | 8            | 10           | 19           | 38     | 7      | 15     | 16     | 25     | 40     | -15  |
| Play-out             | -     | 1       | 1       | 0       | 0       | 1       | 0       | 1            | 0            | 0            | 1            | 0            | 1            | 2      | 1      | 0      | 1      | 1      | 1      | 0    |
| Coppa Italia Serie C | -     | 0       | 0       | 0       | 0       | 0       | 0       | 1            | 0            | 0            | 1            | 0            | 1            | 1      | 0      | 0      | 1      | 0      | 1      | -1   |
| Totale               | 36    | 20      | 5       | 7       | 8       | 16      | 21      | 21           | 3            | 8            | 10           | 10           | 21           | 41     | 8      | 15     | 18     | 26     | 42     | -16  |

### Andamento in campionato
| Giornata  | 1  | 2  | 3  | 4  | 5  | 6  | 7 | 8 | 9 | 10 | 11 | 12 | 13 | 14 | 15 | 16 | 17 | 18 | 19 | 20 | 21 | 22 | 23 | 24 | 25 | 26 | 27 | 28 | 29 | 30 | 31 | 32 | 33 | 34 | 35 | 36 | 37 | 38 |
| --------- | -- | -- | -- | -- | -- | -- | - | - | - | -- | -- | -- | -- | -- | -- | -- | -- | -- | -- | -- | -- | -- | -- | -- | -- | -- | -- | -- | -- | -- | -- | -- | -- | -- | -- | -- | -- | -- |
| Luogo     | C  | T  | C  | T  | C  | T  | C | T | C | T  | C  | T  | C  | T  | C  | T  | C  | T  | C  | T  | C  | T  | C  | T  | C  | T  | C  | T  | C  | T  | C  | T  | C  | T  | C  | T  | C  | T  |
| Risultato | P  | N  | N  | P  | V  | V  | V | V | P | N  | N  | P  | V  | P  | N  | N  | N  | N  | P  | P  | N  | P  | V  | N  | N  | N  | P  | V  | N  | N  | P  | P  | P  | N  | P  | P  | P  | P  |
| Posizione | 16 | 16 | 17 | 19 | 12 | 11 | 9 | 4 | 5 | 5  | 8  | 9  | 6  | 7  | 8  | 9  | 7  | 10 | 13 | 15 | 15 | 16 | 15 | 15 | 15 | 14 | 15 | 15 | 15 | 15 | 15 | 15 | 16 | 16 | 16 | 18 | 18 | 18 |

Legenda:

Luogo: C = Casa; T = Trasferta. Risultato: V = Vittoria; N = Pareggio; P = Sconfitta.